# Wapen van De Grieën op Ameland

Het wapen van De Grieën op Ameland

Het wapen van De Grieën op Ameland werd op 17 juli 1934 per Koninklijk Besluit aan het Amelander waterschap Grieën op Ameland toegekend. Het waterschap is gefuseerd met waterschap Nes-Buren op Ameland tot waterschap Amelander Grieën. Dat laatste waterschap is in 1994 samen met andere Friese waterschappen opgegaan in het toenmalige Waterschap Friesland. 

## Blazoenering
De blazoenering van het wapen luidde als volgt:
Geschakeerd van zilver en sinopel in vier rijen, elke rij van vijf vakken en een doorsneden schildhoofd, boven van azuur, onder van goud. Het schild gedekt met een gouden kroon van drie bladeren en twee paarlen.
Het wapen is geschakeerd, dus het heeft een schaakbordmotief, in de kleuren zilver en groen. Er zijn vier rijen en vijf kolommen. Boven het geheel een schildhoofd met een blauw vak boven en een goud vak onder. Op het schild een gravenkroon. 

## Symboliek
Het geblokte wapen staat symbool voor het verdeelde land van vóór de ruilverkaveling waardoor de landbouwgrond zeer sterk verdeeld was. Het verdeelde 
schildhoofd symboliseert een dijk die het water tegenhoudt. De Grieën op Ameland was een zeewerend waterschap.